# Alexander Wetmore
Frank Alexander Wetmore (North Freedom, 18 de junho de 1886 – Glen Echo, 7 de dezembro de 1978) foi um ornitólogo e paleontólogo norte-americano. Ele foi o sexto secretário da Smithsonian Institution.

## Vida
Filho de um médico do interior, Frank Alexander Wetmore nasceu em North Freedom, Wisconsin. Desenvolvendo um interesse por pássaros desde tenra idade, ele fez sua primeira entrada no diário de campo (um pelicano visto durante as férias em 1894) aos oito anos de idade. Em 1900, Wetmore publicou seu primeiro artigo "Minha experiência com um pica-pau ruivo", na revista Bird-Lore. Para continuar seus estudos, Wetmore se matriculou na Universidade do Kansas em 1905. Durante seus estudos lá, ele trabalhou como assistente no Museu da Universidade, sob a direção de Charles D. Bunker. Alexander Wetmore mais tarde recebeu seu BA da Universidade de Kansas em 1912; finalmente recebendo seu MS em 1916 e seu PhD em 1920 pela George Washington University. Wetmore começou o serviço federal em 1910, trabalhando para o Levantamento Biológico do Departamento de Agricultura. Em 1915, ele pesquisou o uso de balas de chumbo para causar a morte de aves aquáticas. Sua pesquisa paleontológica levou ao seu trabalho sobre os pássaros fósseis Palaeochenoides mioceanus e Nesotrochis debooyi.
De abril de 1923 a julho de 1924, Wetmore foi o principal cientista da Expedição Tanager, uma série de cinco pesquisas biológicas para estudar a flora, a fauna e a geologia das Ilhas do Noroeste do Havaí, do Atol Johnston e da Ilha Wake. Em 1924, Wetmore ingressou na Smithsonian Institution como superintendente do Zoológico Nacional em Washington, D.C. Em 1925, Wetmore foi nomeado secretário adjunto da Smithsonian Institution, tornando-se secretário entre 1945 e 1952. Em 1929 participou da expedição marítima Pinchot South. Em 1939, ele foi eleito membro correspondente da Royal Australasian Ornitologists Union. Alexander Wetmore (sentado no chão à direita) em Oxford, 1934. Ele escreveu A Systematic Classification for the Birds of the World (1930, revisado em 1951 e 1960). Esta Ordem Wetmore recebeu ampla aceitação, permanecendo popular até o final do século XX. De 1944 a 1946, Wetmore serviu como o 15º presidente do The Explorers Club. Entre 1946 e 1966 Wetmore fez viagens anuais ao Panamá para estudar e coletar espécimes das aves do Istmo. Sua magnum opus de 4 volumes, Birds of the Republic of Panama, foi publicada pelo Smithsonian entre 1965 e 1984, o último volume aparecendo postumamente.  Ele também atuou nos conselhos de curadores do Science Service, agora conhecido como Society for Science & the Public, de 1946 a 1953, e da National Geographic Society, onde atuou sucessivamente como vice-presidente, presidente interino e presidente emérito do Committee for Research and Exploration, de 1933 até sua morte, em seus últimos anos como curador emérito.
Vários táxons de pássaros foram nomeados em sua homenagem, incluindo o gênero Cretáceo Alexornis e as sanhaças Wetmorethraupis sterrhopteron e Buthraupis wetmorei. Insetos, mamíferos, anfíbios, moluscos e uma planta (um cacto argentino), bem como uma ponte no Panamá e a geleira Wetmore na Antártica, também receberam seu nome.  Wetmore é comemorado nos nomes científicos de uma espécie e duas subespécies de répteis: Pholidoscelis wetmorei, Uromacer frenatus wetmorei e Anolis brevirostris wetmorei.
Em 1953 ele se casou com Annie Beatrice van der Biest Thielan, que se tornou fiadora do American Ornithologists' Union após sua morte em 1978.  Seus documentos e uma entrevista de história oral são mantidos no Smithsonian Institution.